# Huangpizi Grave
"Huangpizi Grave", también conocido como " Ghost Blowing the Lantern: Huangpizi Grave ", es una película de aventuras y fantasía adaptación de la novela Huangpizi Grave, de la serie de novelas "Ghost Blowing the Lantern"  de Tianxiaba. La película pertenece a la serie homónima, y esta  producida conjuntamente por New Studio Films, Wanda Films y Shengshi Huyu, dirigida por Chen Juli y protagonizada por Zhou Chengao, Yang Dongqi, Sun Yali y otros. Cuenta la historia de Hu Bayi irrumpiendo en la "casa yin subterránea" por error. La película se transmitirá en plataformas en línea en China continental en 2021.